# سمور آبی ژاپنی
سمور آبی ژاپنی (نام علمی: Lutra nippon) نام یک گونه از سرده شنگ‌ها است.